# Электронно-лучевые приборы
Электро́нно-лучевы́е прибо́ры (ЭЛП), также като́дные тру́бки (англ. cathode ray tubes) или электронно-лучевые трубки (аббревиатура — ЭЛТ) — класс электровакуумных электронных приборов, в которых используется поток электронов, сформированный в форме одиночного пучка (луча) или нескольких пучков, управляемых как по интенсивности (току пучка), так и по положению пучка в пространстве, и эти пучки взаимодействуют с неподвижной мишенью (экраном) прибора.
Основная сфера применения ЭЛП — преобразование оптической информации в электрические сигналы — например, в передающих телевизионных трубках и обратное преобразование электрического сигнала в оптический — например, в видимое телевизионное изображение.
В класс электронно-лучевых приборов не включаются также использующие пучки электронов рентгеновские трубки, вакуумные фотоэлементы, фотоумножители, газоразрядные приборы (например, декатроны) и приёмно-усилительные электронные лампы (лучевые тетроды, вакуумно-люминесцентные индикаторы и индикаторы типа "Магический глаз", усилительные лампы со вторично-электронным умножителем и тому подобное).

## История
В 1859 году Ю. Плюккер, исследуя электрический разряд в разреженных газах, открыл катодные лучи.
В 1879 году У. Крукс установил, что при отсутствии внешних электрических и магнитных полей катодные лучи распространяются прямолинейно, и открыл, что они могут отклоняться магнитным полем. В опытах с созданной им газоразрядной трубкой он обнаружил, что, падая на некоторые кристаллические вещества, названные в дальнейшем катодолюминофорами, катодные лучи вызывают их видимое свечение.
В 1897 году Д. Томсон обнаружил, что катодные лучи отклоняются электрическим полем, измерил отношение заряда к массе частиц катодных лучей. Открытие электрона как элементарной частицы принадлежит Э. Вихерту и Дж. Дж. Томсону, которые в 1897 году установили, что отношение заряда к массе для катодных лучей не зависит от материала катода. Термин «электрон» как название фундаментальной неделимой единицы заряда в электрохимии был предложен Дж. Дж. Стоуни в 1894 году (сама единица элементарного заряда была введена им в 1874 году). 
В 1897 году Карл Ф. Браун, на основе трубки У. Крукса, сконструировал первую катодную, или электронно-лучевую трубку, которую он предложил применить в качестве индикаторного прибора при исследовании электромагнитных колебаний. До 1906 года электронно-лучевая трубка использовалась только в осциллографах.
С 1902 года с трубкой Брауна работал Б. Л. Розинг в опытах по воспроизведению изображений. После опубликования его патентов в 1907—1911 годах появились работы и других авторов об использовании электронного луча для создания телевидения.

## Классификация ЭЛП

### Классификация по назначению
Передающие электронно-лучевые приборы преобразуют оптическое изображение в электрический сигнал.
- Диссектор («трубка мгновенного действия») — исторически первый тип передающей трубки, использовавшийся для астрономических наблюдений, в устройствах промышленной автоматики и для сканирования документов[9];
- Иконоскоп — исторически первый тип передающей телевизионной трубки;
- Ортикон, суперортикон, видикон — основные типы передающих трубок[10], применявшихся в телевидении до перехода на твердотельные преобразователи;
- Специализированные приборы, например, моноскоп — трубка для преобразования в электрический сигнал единственного (отсюда название прибора) изображения, сформированного внутри трубки в процессе изготовления — как правило, испытательной таблицы.

Приёмные электронно-лучевые приборы преобразуют электрический сигнал в оптическое (видимое) изображение:
- Осциллографическая трубка — ЭЛП с электростатическим отклонением луча, применяемые для визуализации формы электрических сигналов;
- Кинескоп — приёмная трубка телевизионной системы с магнитной отклоняющей системой и строчной развёрткой изображения;
- Квантоскоп (лазерный кинескоп) — разновидность кинескопа, экран которого представляет собой матрицу полупроводниковых лазеров, накачиваемых электронным лучом. Квантоскопы применяются в проекторах изображения.
- Индикаторная электронно-лучевая трубка — приёмная трубка радиолокационной системы с магнитной отклоняющей системой и круговой развёрткой, а также разнообразные специализированные индикаторы, знакогенерирующие трубки и т. п.[11];
- Знакогенерирующие (знакопечатающие) трубки (характрон, тайпотрон и их аналоги);
- Кадроскоп — электронно-лучевая трубка с видимым изображением, предназначенная для настройки блоков разверток и фокусировки луча в аппаратуре, использующей электронно-лучевые трубки без видимого изображения (таких как графеконы, моноскопы, потенциалоскопы). Кадроскоп имеет цоколевку и установочные размеры, аналогичные электронно-лучевой трубке, используемой в аппаратуре. Основная ЭЛТ и кадроскоп подбираются по параметрам с очень высокой точностью и поставляются только комплектно. При настройке вместо основной трубки подключают кадроскоп.
- Печатающие ЭЛП — приборы для переноса изображения, сформированного электронным лучом на твёрдый носитель, например, бумагу ксерографическим методом.

Электронно-лучевые приборы без видимого изображения
- Запоминающая трубка записывает информацию на пространственную мишень, хранит её в течение заданного времени, и (в трубках со считыванием) воспроизводит или считывает её электронным лучом. Различные трубки этого подкласса использовались как для хранения, обработки и воспроизведения оптических изображений, так и как двоичные запоминающие устройства ранних компьютеров[12].
- Функциональные ЭЛТ — разновидность аналоговой ЭВМ, в которой взаимодействие электронного луча, мишеней и системы отклоняющих электродов используется для вычисления значений различных функций от двух или нескольких переменных.

### По способу фокусировки и отклонения
По способу фокусировки и отклонения луча ЭЛТ делятся на:
- трубки с магнитным управлением — для фокусировки и отклонения луча используется магнитное поле;
- трубки с электростатическим отклонением — для фокусировки и отклонения луча используется электрическое поле;
- в некоторых приборах (например, в кинескопах и индикаторных трубках радиолокаторов) используется комбинированное управление лучом: электростатическая фокусировка и магнитное отклонение луча.

## Устройство
Все электронно-лучевые приборы состоят из четырёх основных частей:
- Электронного прожектора (пушки[13]), который формирует электронный пучок (или несколько пучков, например, три в цветном кинескопе) и управляет его интенсивностью (током).
- Отклоняющей системы, которая управляет пространственным положением луча (отклонением его от оси прожектора).
- Мишени (экрана) приёмного ЭЛП, который преобразует энергию луча в световой поток видимого изображения; мишень передающего или запоминающего ЭЛП сохраняет пространственный потенциальный рельеф, считываемый сканирующим электронным лучом[1][3].
- Вакуумированной колбы. Для свободного распространения потока электронов колбу прибора откачивают до высокого вакуума, с остаточным давлением газа менее 10−6 торр.

## Приёмные ЭЛП с оптическим изображением
Это наиболее обширный и широко применяемый класс ЭЛП — кинескопы, осциллографические трубки, различные индикаторы. Различаются по типу экрана, способу отклонения и фокусировки форме, размерам и др.

### Экран приёмных ЭЛП с оптическим изображением

#### Флуоресцирующие экраны
Для визуального наблюдения процессов экран прибора со внутренней стороны колбы покрывают люминофором — веществом, способным люминесцировать при электронной бомбардировке. Яркость свечения люминофора зависит от скорости электронов, поверхностной плотности электронного тока и свойств люминофора.
Цвет свечения
Существуют монохромные и многоцветные экраны. Монохромные экраны имеют определённые цвета свечения — зелёный, синий, жёлтый, красный или белый. В многоцветных экранах цвет свечения зависит от направления или интенсивности электронных пучков и управление цветом производится электронными способами. Известный пример многоцветных экранов — у цветных кинескопов.
Химический состав люминофора определяет цвет и длительность свечения экрана. Для визуального наблюдения в монохромных экранах используются люминофоры с зелёным цветом свечения, для которого чувствительность человеческого глаза максимальна. К веществам с зелёной люминесценцией относятся виллемит (силикат цинка), сульфид цинка или смесь сульфидов цинка и кадмия.
Для фотографирования процессов используются люминофоры, дающие синее и фиолетовое свечение, для которого чувствительность фотографической эмульсии фотоматериала максимальна. Это вольфраматы — бария и кадмия.
Существуют экраны с двухслойным люминофором, слои которого имеют разный цвет свечения и время послесвечения, это позволяет при помощи светофильтров выбирать нужный цвет.
Также экраны с двухслойным люминофором применяются в индикаторах с длительным послесвечением. Внутренний слой имеет синий цвет свечения и возбуждается электронным лучом, наружный, слой нанесённый на стекло колбы, имеет длительное (несколько секунд) жёлто-зеленое послесвечение и фосфоресцирует от возбуждения синим светом первого слоя люминофора.
В цветных кинескопах на экран наносится мозаика из пятен или полос люминофоров с разным цветом свечения, электронные лучи от нескольких прожекторов засвечивают люминофор через маску, обеспечивающую попадание на участки люминофора только электронного луча от прожектора «своего цвета».
Длительность послесвечения
При электронной бомбардировке люминофора наблюдается как люминесценция, то есть свечение в момент удара, так и фосфоресценция. Явление фосфоресценции у ЭЛТ называется «послесвечением» — после прекращения возбуждения люминофора электронным лучом он продолжает в течение некоторого времени светиться с постепенным затуханием яркости свечения. Время послесвечения люминофора — это отрезок времени, в течение которого яркость свечения уменьшается на определённую величину, обычно на 90 % по сравнению с максимальным значением при первоначальном возбужденна электронным лучом.
По длительности послесвечения различают люминофоры классифицируют на:  
- с очень коротким послесвечением — менее 10−5 с;
- с коротким послесвечением — от 10−5 до 10−2 с;
- со средним послесвечением — от 10−2 до 10−1 с;
- с длительным послесвечением — от 10−1 до 15 с;
- с очень длительным послесвечением — свыше 15 с.

Сравнительно коротким послесвечением для наблюдения обычных в радиотехнике процессов обладает силикат цинка, для наблюдения за более медленными процессами используется сульфид цинка или сульфид цинка и кадмия.
Экраны с длительным послесвечением обычно используют в индикаторах радиолокаторов, поскольку период смены изображений в индикаторах РЛС может достигать десятков секунд и более и связан со скоростью вращения антенной системы.
Характеристики некоторых типов экранов приведены в таблице.
| Тип экрана | Покрытие                                   | Свечение              | Свечение                                 | Послесвечение     | Послесвечение                            | Послесвечение         |
| ---------- | ------------------------------------------ | --------------------- | ---------------------------------------- | ----------------- | ---------------------------------------- | --------------------- |
| Тип экрана | Покрытие                                   | Цвет                  | Максимум спектральной характеристики, нм | Цвет              | Максимум спектральной характеристики, нм | Время послесвечения   |
| А          | Однослойное, тонкой структуры              | Синий                 | 450                                      | —                 | —                                        | Короткое              |
| Б          | Однослойное, тонкой структуры              | Белый                 | 460 и 570 420 и 580                      | —                 | —                                        | Короткое Среднее      |
| В          | Двухслойное, грубой структуры              | Белый                 | 440 и 560                                | Желтый            | 560                                      | Длительное            |
| Г          | Бесструктурное вакуумное испарение         | Фиолетовый            | 560 (поглощение)                         | Фиолетовый        | 560 (поглощение)                         | Очень длительное      |
| Д          | Однослойное, тонкой структуры              | Голубой               | 440 и 520                                | Зеленый           | 520                                      | Длительное            |
| Е          | Состоит из двух видов перемежающихся полос | Оранжевый Голубой     | 595 440 и 520                            | Оранжевый Зелёный | 595 520                                  | Длительное Длительное |
| И          | Однослойное, тонкой структуры              | Зеленый               | 520                                      | —                 | —                                        | Среднее               |
| К          | Двухслойное, грубой структуры              | Розовый               | 440 и 600                                | Оранжевый         | 600                                      | Длительное            |
| Л          | Однослойное, тонкой структуры              | Синевато-фиолетовый   | 400                                      | —                 | —                                        | Очень короткое        |
| М          | Однослойное, тонкой структуры              | Голубой               | 465                                      | —                 | —                                        | Короткое              |
| П          | Однослойное, тонкой структуры              | Красный               | 630                                      | —                 | _                                        | Среднее               |
| С          | Однослойное, мелкозернистой структуры      | Оранжевый             | 590                                      | Оранжевый         | 590                                      | Длительное            |
| Т          | Однослойное                                | Желтовато-зелёный     | 555,5                                    | —                 | —                                        | Очень короткое        |
| У          | Мелкозернистое, тонкой структуры           | Светло-зелёный        | 530                                      | —                 | —                                        | Короткое              |
| Ц          | Мозаичное, точки из трех люминофоров       | Синий Зелёный Красный | 450 520 640                              | —                 | —                                        | Короткое Среднее      |

#### Другие типы экранов
Некоторые вещества, сами по себе не являющиеся люминофорами, обладают свойством изменять свои оптические свойства под действием электронной бомбардировки. В специальных ЭЛТ (скиатронах) в качестве материала экрана используется скотофор. В качестве скотофора в таких ЭЛТ обычно применяется мелкокристаллический слой галогенида щелочного металла, например, хлорида калия — экран типа Г. На экран слой хлорида калия наносится напылением в вакууме. После напыления на подложке (стенке баллона ЭЛТ или слюдяной пластине) образуется тонкая бесструктурная пленка белого цвета. В местах экспонированных электронным пучком соль приобретает темно-лиловый цвет, сохраняющийся много часов. Обесцвечивание лиловой окраски хлорида калия производится путем нагревания подложки до температуры 300—350 °С.
В другом типе экранов используется свойство тонкой масляной плёнки, нанесённой на подложку, деформироваться при локальном заряде участков её поверхности электронным лучом. При этом лучи света внешнего источника преломляются на неровностях масляной плёнки и отклоняются в разные стороны. Неравномерный заряд поверхности пленки долго сохраняется. Выравнивание поверхностного заряда и выравнивание неровностей за счет сил поверхностного натяжения производится широким стирающим электронным пучком. Такие экраны использовались в проекционных оптических системах типа эйдофор.

### Электронно-лучевые трубки с электростатическими отклонением и фокусировкой
ЭЛТ такого типа обычно применяются в электронных осциллографах и других радиоизмерительных приборах, например, в панорамных анализаторах спектра.

#### Устройство электронно-лучевой трубки с электростатическим отклонением
ЭЛТ состоит из:
- электронного прожектора, создающего сфокусированный электронный луч, направленный вдоль оси трубки;
- отклоняющей системы;
- флуоресцирующего экрана для индикации положения электронного луча.

##### Электронный прожектор
В его состав входят: катод (4), управляющий электрод (3), первый (5) и второй (6) аноды.
- Катод предназначен для создания потока электронов. В ЭЛТ обычно применяется катод косвенного накала в виде стакана, внутри которого находится косвенный подогреватель. Активный (излучающий электроны) слой наносится только на дно стакана, поэтому катод имеет плоскую излучающую поверхность и электроны излучаются только в направлении экрана.
- Управляющий электрод (модулятор, цилиндр Венельта) предназначен для регулировки тока электронного прожектора и, соответственно, яркости светового пятна на экране (10). Электрод также выполнен в виде металлического стакана, окружающего катод. Дно стакана имеет диафрагму в виде отверстия диаметром <1 мм, сквозь которую проходят электроны, излучаемые катодом. Так как диаметр этого отверстия мал, электроны, траектории которых отклонены от нормали к плоскости дна катода, не проходят сквозь диафрагму и в формировании луча не участвуют. Регулирование тока луча осуществляется путём подачи на управляющий электрод небольшого отрицательного напряжения относительно катода.
- Первый анод также представляет собой цилиндр с двумя (или тремя) диафрагмами. Влияние управляющего электрода и первого анода на ток электронного луча аналогично влиянию управляющей («первой») сетки и анода на анодный ток в ЭВП.
- Второй анод выполнен аналогично модулятору и первому аноду, но большего диаметра, чем первый анод. Так как второй анод является ускоряющим, к нему подводится более высокое напряжение относительно катода (1—20 кВ). Фокусировка электронного пучка на экране достигается изменением напряжений на первом и втором анодах.

##### Отклоняющая система
Для перемещения светового пятна по экрану, между вторым анодом и экраном располагается отклоняющая система состоящая из двух пар взаимно перпендикулярных пластин. Между пластинами горизонтального отклонения (9) создаётся электрическое поле с горизонтально ориентированным вектором напряжённости, при подаче на них напряжения, луч отклоняется в горизонтальной плоскости в сторону пластины с бо́льшим потенциалом. Если на пластины подавать периодически изменяющееся напряжение, то световой луч будет перемещаться по экрану в разные стороны, оставляя на экране след в виде горизонтальной линии. Пластины вертикального отклонения (8) создают электрическое поле с вертикально направленным вектором напряжённости и перемещают луч вверх и вниз по экрану.
Если одновременно подавать разные напряжение на обе пары пластин, то луч будет прочерчивать на экране линию, форма которой зависит от изменений напряжений на пластинах отклоняющей системы.

### Кинескопы
Кинескопы предназначены для применения в телевизорах, и ранее были неотъемлемой частью любого телевизора, сейчас в телевизорах практически полностью вытеснены устройствами отображения (экранами) с другими принципами действия.